# Punk celtique
Le punk celtique est un genre musical mêlant punk rock et musique celtique traditionnelle. Le genre se popularise dans les années 1980 grâce aux Pogues, un groupe punk originaire de Londres célébrant leur héritage irlandais. Les groupes de punk celtique reprennent souvent des chansons traditionnelles ou politiques irlandaises et écossaises. Les thèmes typiques du punk celtique incluent la politique, la culture, la religion, l'alcool et la fierté de la classe ouvrière.

## Caractéristiques
Le punk celtique fait usage de l'instrumentation du rock et d'instruments traditionnels comme la cornemuse, le fiddle, l'accordéon, et aussi d'autres comme la mandoline, le banjo, et le tambourin. Comme le rock celtique, le punk celtique est une forme de musique fusion celtique. Le terme est habituellement utilisé pour décrire des groupes basant leur musique sur de la musique traditionnelle irlandaise, écossaise et de Bretagne en France.

## Histoire
L'origine du punk celtique est retracée dans le folk rock des années 1960 et 1970 alors que des musiciens adoptent l'electric folk en Angleterre et le rock celtique en Irlande et en Écosse ; en parallèle à des groupes de folk comme The Dubliners et The Clancy Brothers. The Dunfermline, le groupe écossais The Skids est possiblement le premier groupe britannique à afficher une forte inspiration de la musique folk comme le démontre leur album Joy, sorti en 1981. À la même période, Shane MacGowan et Spider Stacy font l'expérience de sons dans un groupe qui deviendra connu sous le nom de The Pogues. Leurs premiers sets mêlent musique folk traditionnelle et chansons originales écrites dans un style traditionnel mais jouées dans un style punk. Nyah Fearties et Roaring Jack sont d'autres groupes de punk celtique. De leur côté, les groupes américains de punk celtique s'inspirent de styles musicaux américains. En Bretagne, quelques groupes s'inscrivent également dans le punk celtique, à l'instar des Ramoneurs de menhirs.